# Fishbournska rimska palača
Fishbournska rimska palača je v vasi Fishbourne v bližini Chichestra v Zahodnem Sussexu. Velika palača je bila zgrajena v 1. stoletju našega štetja, okoli 30 let po rimski osvojitvi Britanije. Tu je bila rimska baza za oskrbo vojske, ki jo je ustanovil Klavdij I. ob vdoru leta 43 n. št.
Pravokotna palača je obdana s parkom, severni deli so bili rekonstruirani. Obsežne spremembe so iz 2. in 3. stoletja z veliko izvirnimi črnimi in belimi mozaiki ter bolj prefinjenimi barvnimi deli, tudi s popolnoma ohranjenim mozaikom z delfini v severnem krilu. Načrtovanih je bilo več sprememb, a so palačo okoli leta 270 požgali, nato pa je bila opuščena.

## Odkritje in izkopavanje
Čeprav so lokalni prebivalci vedeli za obstoj rimskih ostankov na tem območju, je šele leta 1960 arheolog Barry Cunliffe začel sistematično izkopavati. Po naključju je vilo odkril skupaj z Aubreyjem Barrettom, inženirjem pri družbi Portsmouth Water, ko so kopali nov vodovod čez polje. Rimska vila, ki jo je izkopala Cunliffova skupina, je bila tako velika, da je postala znana kot Rimska palača v Fishbournu. Zgradili so muzej za zaščito in ohranitev nekaj ostalin in situ. Upravlja ga Arheološko društvo Sussexa.
Po velikosti je približno enaka Neronovi Zlati hiši (Domus Aurea) v Rimu ali rimski vili v Casalu (Villa Romana del Casale) v bližini trga Armerina na Siciliji, v tlorisu je podobna  palači cesarja Domicijana, Domus Flavia, ki je bila končana leta 92 ob Palatinskem griču v Rimu.  Fishbourne je največje rimsko prebivališče, znano severno od Alp. Kvadrat s stranico 150 m ima večji tloris kot Buckinghamska palača. 
V sodobnem muzeju je večina ostankov, tudi krilo palače. Park je bil ponovno zasajen z rastlinami iz rimskega obdobja. Skupina prostovoljcev in poklicnih arheologov nadalje raziskuje v bližini morda vojaških zgradb. Zadnja najdba je iz leta 2002. 

## Zgodovina
Prve zgradbe na najdišču so kašče, očitno je bila tu baza za oskrbo rimske vojske, zgrajena v začetku osvajanja leta 43. Kasneje sta bili zgrajeni dve leseni zgradbi, ena s tlemi iz gline in malte in mavčnimi stenami, za kateri se zdi, da sta bili stanovanjski hiši z nekaj udobja.
Te stavbe so bile porušene v 90-ih in nadomeščene s kamnitimi,  dvoriščem, vrtom s stebriščem in kopališčem. Menijo , da ima  palača prejšnjo hišo v svojem jugovzhodnem vogalu in da je bila zgrajena okoli let 73 do 75. Reinterpretacija tlorisa in najdbe dr. Milesa Russella z univerze v Bournemouthu kaže, da bi lahko bila glede na zelo tesne vzporednice z Domicijanovo palačo v Rimu njena konstrukcija datirana v obdobje po letu 92.
Sprejeta je teorija, ki jo je prvi predlagal Barry Cunliffe, da je bila zgodnja faza palače rezidenca Tiberija Klavdija Kogidubna (ali Togidubna), prorimskega lokalnega poglavarja, ki je bil tu kot kralj številnih območjih v prvi fazi osvajanja. Iz Tacitove Agricole je znan po zvestobi,, znan je tudi z napisa v spominskem templju, posvečenem Neptunu in Minervi, najdenem v bližnjem Chichestru.  Druga teorija je, da je bila zgrajena za Salustija Lukula, rimskega guvernerja Britanije v poznem 1. stoletju, ki bi lahko bil sin britskega princa Adminija. Dva napisa o prisotnosti Lukula so našli v bližini Chichestra, ki ju je Miles Russell datiral v zgodnja 90-ta, in bi veliko bolj ustrezala. Če bi bila palača namenjena Lukulu, potem je bila v uporabi že nekaj let, kajti po rimskem zgodovinarju Svetoniju je Lukula ubil cesar Domicijan kmalu po letu 93. 
Dodatne teorije kažejo, da je bil lastnik palače Verica, britski kraljev podanik rimskega cesarstva v letih pred Klavdijevim vdorom, ali celo neki Tiberij Klavdij Katuar, katerega zlat pečatnik so odkrili v bližini leta 1995. 
Palača je preživela prvotnega lastnika in je bila v glavnem ponovno preoblikovana v začetku 2. stoletja. Delila se je v več manjših stanovanj. Nadaljnja obnova se je začela v poznem 3. stoletju, vendar pa te spremembe niso bile popolne, ko je  severno krilo uničil požar okoli leta 270. Škoda je bila prevelika za popravilo in palača je bila opuščena in nato uničena. Ni znano, ali je bil požar naključen, delo obalnih plenilcev ali delo bolj razširjenega obdobja motenj ob uporu proti "britskemu" cesarju Karavsiju v 280-ih. 
Končno fazo palače sestavljajo štiri velika krila s kolonadami spredaj, ki sestavljajo kvadrat okoli vrta. Severno in vzhodno krilo sta sestavljeni iz apartmajev, zgrajenih okoli dvorišča, z monumentalnim vhodom v sredini vzhodnega krila. V severovzhodnem kotu je bila triladijska dvorana. V zahodnem krilu so državniške sobe, velika slavnostna sprejemnica in galerija. V južnem krilu je zasebni apartma lastnika. Palača ima 50 mozaikov na tleh, talno centralno ogrevanje in kopališče.